# 比耶洛波列市鎮
42°44′23″N 19°47′9″E / 42.73972°N 19.78583°E
比耶洛波列市鎮是蒙特內哥羅的24個市镇之一，位於該國北部，行政中心为比耶洛波列，面積924平方公里，2011年人口46,051，人口密度每平方公里50人。